# Ainhoa Arteta
Ainhoa Arteta Ibarrolaburu (ur. 24 września 1964 w Tolosie, Hiszpania) – hiszpańska sopranistka.
W 1993 wygrała Metropolitan Opera National Council Audition a także Międzynarodowy Konkurs Operowy Operalia w Paryżu (również nagroda publiczności). W październiku 1994 miał miejsce jej debiut w Metropolitan Opera – rola Mimì w Cyganerii.

## Repertuar
- Georges Bizet
  - Poławiacze pereł – Leila
  - Carmen – Micaëla
- Piotr Czajkowski
  - Eugeniusz Oniegin – Tatiana
- Charles Gounod
  - Romeo i Julia – Julia
  - Faust – Małgorzata
- Jules Massenet
  - Manon – Manon
  - Thaïs – Thaïs
- Wolfgang Amadeus Mozart
  - Wesele Figara – hrabina Rozyna
  - Don Giovanni – Donna Elvira
  - Così fan tutte – Fiordiligi
- Francis Poulenc
  - Les Mamelles de Tirésias – Thérèse
  - Dialogi karmelitanek – Blanche
- Giacomo Puccini
  - La Rondine – Magda
  - Turandot – Liu
  - Cyganeria – Mimì, Musetta
- Richard Strauss
  - Daphne – Daphne
- Giuseppe Verdi
  - Traviata – Violetta Valery